# توموكازو سيكي
توموكازو سيكي (関智一 سيكي توموكازو) هو ممثل ياباني ولد في 8 سبتمبر 1972 في كوتو، طوكيو.

## أدواره في الأنمي

### مسلسلات أنمي تلفزيونية
- البدلة المتنقلة فيكتوري جاندام - توماش ماساريك
- المقاتل المتنقل جي جاندام - دومون كاشّو
- التقرير المتنقل الجديد جاندام وينج - ميزر
- البدلة المتنقلة جاندام سيد - يزاك جول
- البدلة المتنقلة جاندام سيد ديستني - يزاك جول
- فل ميتال بانيك! - سوسكي ساغارا
- فل ميتال بانيك؟ فوموفو - سوسكي ساغارا
- فل ميتال بانيك! The Second Raid - سوسكي ساغارا
- فل ميتال بانيك! Invisible Victory - سوسكي ساغارا
- التلميذ الأقوى في التاريخ كينيتشي - كينيتشي شيراهاما
- فيوتيفل جو - جو/فيوتيفل جو
- طوكيو أندرغراوند - رومينا أساغي
- حكاية سايونكوكو - شي ريوكي
- فروتس باسكت - كيو سوما
- المقيم الأبدي - مانجي
- فوشيغي يوغي - تشيتشيري
- غينشيكين - سويتشيرو تاناكا
- ماين ليب - إدفارد
- ماين ليب wieder - إدفارد
- إينيشيال دي - كيسكي تاكاهاشي
- إينيشيال دي Second Stage - كيسكي تاكاهاشي
- إينيشيال دي Fourth Stage - كيسكي تاكاهاشي
- إينيشيال دي Fifth Stage - كيسكي تاكاهاشي
- رؤيا إسكافلوني - فان فانيل
- فيت/ستاي نايت - جلجامش
- فيت/ستاي نايت Unlimited Blade Works - جلجامش
- فيت/زيرو - آرتشر
- فيت/غراند أوردر: الجبهة الشيطانية المطلقة بابيلونيا - جلجامش
- جرافيتيشن - شويتشي شيندو
- ون بيس - روب لوتشي، هاتوري
- سكال مان - تسويوشي شينجو
- كابتن ماجد: الطريق إلى 2002 - ماجد (أيام الشباب)
- نيون جينيسيس إيفانجيليون - توجي سوزوهارا
- غريت تيتشر أونيزوكا - كونيو موراي
- هاجيمي نو إيبو - إيتشيرو مياتا
- هاجيمي نو إيبو New Challenger - إيتشيرو مياتا
- هاجيمي نو إيبو Rising - إيتشيرو مياتا
- رايف ماستر - هارو غلوري
- كاشرن سينز - جين
- بوسو رينكين - مونفيس، سيكيما هيواتاري
- النجم المحظوظ - ميتو أنيساوا
- نانا - نوبوؤو تيراشيما
- ون آوتس - توماس
- فايس كرويتز - كين
- فايس كرويتز غلين - كين
- نودامي كانتابيلي - شينيتشي تشياكي
- نودامي كانتابيلي: باريس - شينيتشي تشياكي
- نودامي كانتابيلي: الخاتمة - شينيتشي تشياكي
- غاد غارد - سيكاي
- حكايات أشباح المدرسة - سائق
- لاست إكسايل - إيثان
- روزاريو + فامباير - غينإي موريوكا
- روزاريو + فامباير CAPU2 - غينإي موريوكا
- إنجليك لاير - ماساهارو أوغاتا
- برج درواغا 〜the Aegis of URUK〜 - جلجامش (أيام الشباب)
- برج درواغا 〜the Sword of URUK〜 - ظل جلجامش
- غانكوتسوؤو - المركيز أندريا كافالكانتي
- جانجريف - براندون هيت/بيوند ذا جريف
- بيرسونا ترينيتي سول - تورو إينوي
- ديفل ماي كراي - فنسنت
- بوكيمون - تريسي
- سوتن كورو - ليو باي
- كيشين تايسن جيجانتيك فورميولا - لي وين يي
- جاينت كيلينغ - تاكيشي تاتسومي
- كارد كابتور ساكورا - تويا كينوموتو
- كارد كابتور ساكورا: بطاقات كلير - تويا كينوموتو
- كوباتو. - تويا كينوموتو
- Angel Beats! - إيغاراشي
- شعلة ريكا - تسوكيشيرو
- سنغوكو باسارا تو - إيشيدا ميتسوناري
- أراكاوا أندر ذا بريدج x بريدج - قائد فريق الدفاع عن الأرض
- كانون 2002 - جون كيتاغاوا
- كانون 2006 - جون كيتاغاوا
- بليتش - ماسايوشي
- إكس-من - جون سانادا
- فايري تايل - لاكي
- يوميات المستقبل - ماوركو إيكوسابا
- بيرسونا 4 ذي أنيميشن - كانجي تاتسومي
- بيرسونا 4 ذا غولدن أنيميشن - كانجي تاتسومي
- سايكو-باس - شينيا كوغامي
- سايكو-باس 2 - شينيا كوغامي
- كامينوميزو شيرو سيكاي 2 - رامي
- ساموراي فلامنكو - هاراكيري سنشاين
- سورد آرت أونلاين - كيباو
- كاراكوري كيدن هيو سنكي - هاتوري هانزو
- غارو: ختم اللهب - ميكيل
- غارو: القمر القرمزي - أشيا دومان
- غارو: فانيشينغ لاين - سورد
- حماس كرة القدم - كين أوتا
- يواموشي بيدال GRANDE ROAD - إيكيتشي ماتشيميا
- دي دي قبضة نجم الشمال - توكي
- شوا غينروكو راكوغو شينجو - يوتارو
- شوا غينروكو راكوغو شينجو: عودة سكيروكو - يوتارو
- كونكريت ريفولوتيو: فنتازيا الخوارق - كلود
- كونكريت ريفولوتيو: فنتازيا الخوارق THE LAST SONG - كلود
- دورايمون (2005) - سونيو هونيكاوا
- ستاينز؛غيت - إيتارو هاشيدا
- ستاينز؛غيت 0 - إيتارو هاشيدا
- لعبة الجوكر - الملازم ساكوما
- ون بنش مان - ستينغر
- دايز - كاورو إيندو
- نانباكا - هاجيمي سوغوروكو
- شينوبي نوبوناغا - موري يوشيناري، إيماغاوا يوشيموتو
- شينوبي نوبوناغا: إيسي وكانيغاساكي - موري يوشيناري
- شينوبي نوبوناغا: أنيغاوا وإيشياما - موري يوشيناري
- أكاديميتي للأبطال - سيلكي
- فريق الإطفاء الناري - ريكّا هوشيميا
- فريق الإطفاء الناري: الجزء الثاني - ريكّا هوشيميا
- بوبتيبيبيك - بوبوكو (الحلقة 14B الطير)
- سيف قاتل الشياطين - سانيمي شينازوغاوا
- إير ماستر - شينّوسكي توكيتا
- ذا غود أوف هاي سكول - المذيع T، المذيع X
- داي الشجاع (2020) - هادلر

### أنمي الإنترنت
- سينت سيا: سول أوف غولد - أندرياس ليسي، لوكي

### أوفا أنمي
- جرافيتيشن - شويتشي شيندو
- هاجيمي نو إيبو Champion Road - إيتشيرو مياتا
- إير جير: الأجنحة السوداء و غابة النوم Break on the sky - سبيتفاير

### أفلام أنمي
- إينوياشا: مشاعر تتخطى الزمان - مينومارو
- إيفانجيليون: الموت والبعث - توجي سوزوهارا
- إيفانجيليون: 1.0 أنت (غير) وحيد - توجي سوزوهارا
- إيفانجيليون: 2.0 أنت (لا) تستطيع التقدم - توجي سوزوهارا
- X - كاموي شيرو
- إينيشال دي Third Stage - كيسكي تاكاهاشي
- فيت/ستاي نايت: Unlimited Blade Works - جلجامش
- سنغوكو باسارا: ذا لاست بارتي - إيشيدا ميتسوناري
- ستاند باي مي دورايمون - سونيو هونيكاوا
- فيلم دورايمون: مغامرة نوبيتا في جزيرة كاتشيكوتشي القطبية - سونيو هونيكاوا
- سايكو-باس: الفيلم - شينيا كوغامي
- فيلم يواموشي بيدال - إيكيتشي ماتشيميا
- سلسلة أفلام بوكيمون
  - فيلم بوكيمون 2000: قوة الإتحاد - تريسي
  - فيلم بوكيمون 3: إنتي و تعويذة الأنون - تريسي
- ون بيس فيلم غولد - روب لوتشي
- ون بيس ستامبيد - روب لوتشي
- كينغسلايف: فاينال فانتازي 15 - لوتش لازاروس
- سيف قاتل الشياطين: قطار اللانهاية - سانيمي شينازوغاوا

## أدواره في ألعاب الفيديو
- سونيك أنليشد - سونيك المتوحش
- بيرسونا 4 - كانجي تاتسومي
- بيرسونا 4 غولدن - كانجي تاتسومي
- بيرسونا 4 أرينا - كانجي تاتسومي
- بيرسونا 4 أرينا ألتيماكس - كانجي تاتسومي
- بيرسونا Q شادو أوف ذا لابيرينث - كانجي تاتسومي
- بيرسونا 4 دانسينغ أول نايت - كانجي تاتسومي
- بليزبلو كروس تاغ باتل - كانجي تاتسومي
- سنغوكو باسارا: ساموراي هيروز - ميتسوناري إيشيدا
- مارفل فرسس كابكوم 3 - فيوتيفل جو
- ألتيميت مارفل فرسس كابكوم 3 - فيوتيفل جو
- تيلز أوف ديستني - ستان إلرون
- تيلز أوف فرسس - ستان إلرون
- تيلز أوف ذا وورلد: ريف يونايتيا - ستان إلرون
- جاي-ستارز فيكتوري فيرسيس - كوروسينسي
- سايكو-باس: مانداتوري هابينيس - شينيا كوغامي
- ستريت فايتر X تيكن - يوشيميتسو، برايان فيوري
- فيت/إكستيلا: ذي أمبرال ستار - جلجامش
- سلسلة ألعاب إس دي جاندام جي جينيريشن
  - إس دي جاندام جي جينيريشن أوفر وورلد - دومون كاشّو
- ون بيس: بايريت واريورز - روب لوتشي

## أدواره في الدبلجة اليابانية
- هاي سكول ميوزيكال - تشاد دانفورث
- صحوة كوكب القردة - ويل رودمان
- سجلات نارنيا: الأسد، الساحرة وخزانة الملابس - تومناس
- سلاحف النينجا (مسلسل 2012) - ليوناردو

## وصلات خارجية
- توموكازو سيكي على موقع IMDb (الإنجليزية)
- توموكازو سيكي على موقع ألو سيني (الفرنسية)
- توموكازو سيكي على موقع ميوزك برينز (الإنجليزية)
- توموكازو سيكي على موقع أول موفي (الإنجليزية)
- توموكازو سيكي على موقع أول ميوزيك (الإنجليزية)
- توموكازو سيكي على موقع ديسكوغز (الإنجليزية)
- توموكازو سيكي على موقع قاعدة بيانات الفيلم (الإنجليزية)
- توموكازو سيكي على موقع كينوبويسك (الروسية)
- توموكازو سيكي على موقع ANN person (الإنجليزية)